# Catedral de Mren
La Catedral de Mren ( en armenio: Մրենի տաճար) es una iglesia armenia del siglo séptimo localizada en una ciudad medieval abandonada llamada Mren. Se encuentra ubicada en la región de Kars de Turquía, cerca de la frontera con Armenia, a unos 1,5 km al oeste del Río Akhurian. La iglesia de Mren es una basílica de tres naves con cúpula, que se cree, sobre la base de una inscripción en su fachada oeste y en sus características estilísticas, que fue construida entre las décadas del 630 o 640.